# Mura di Roccalbegna
Le mura di Roccalbegna costituiscono il sistema difensivo del nucleo storico del borgo di Roccalbegna, nella provincia di Grosseto, in Toscana.

## Storia
La cinta muraria fu costruita nel corso del XIII secolo prima dai conti Aldobrandeschi e successivamente dalla Repubblica di Siena, che intervallò il perimetro con torri di avvistamento. Nel corso del 1445 furono intrapresi alcuni lavori di ristrutturazione, da ricordare quelli del 1468 ad opera dell'architetto Giuliano di Bartolo. In età contemporanea è stata demolita una parte delle mura con la porta di Montagna, che volgeva a nord.

## Descrizione

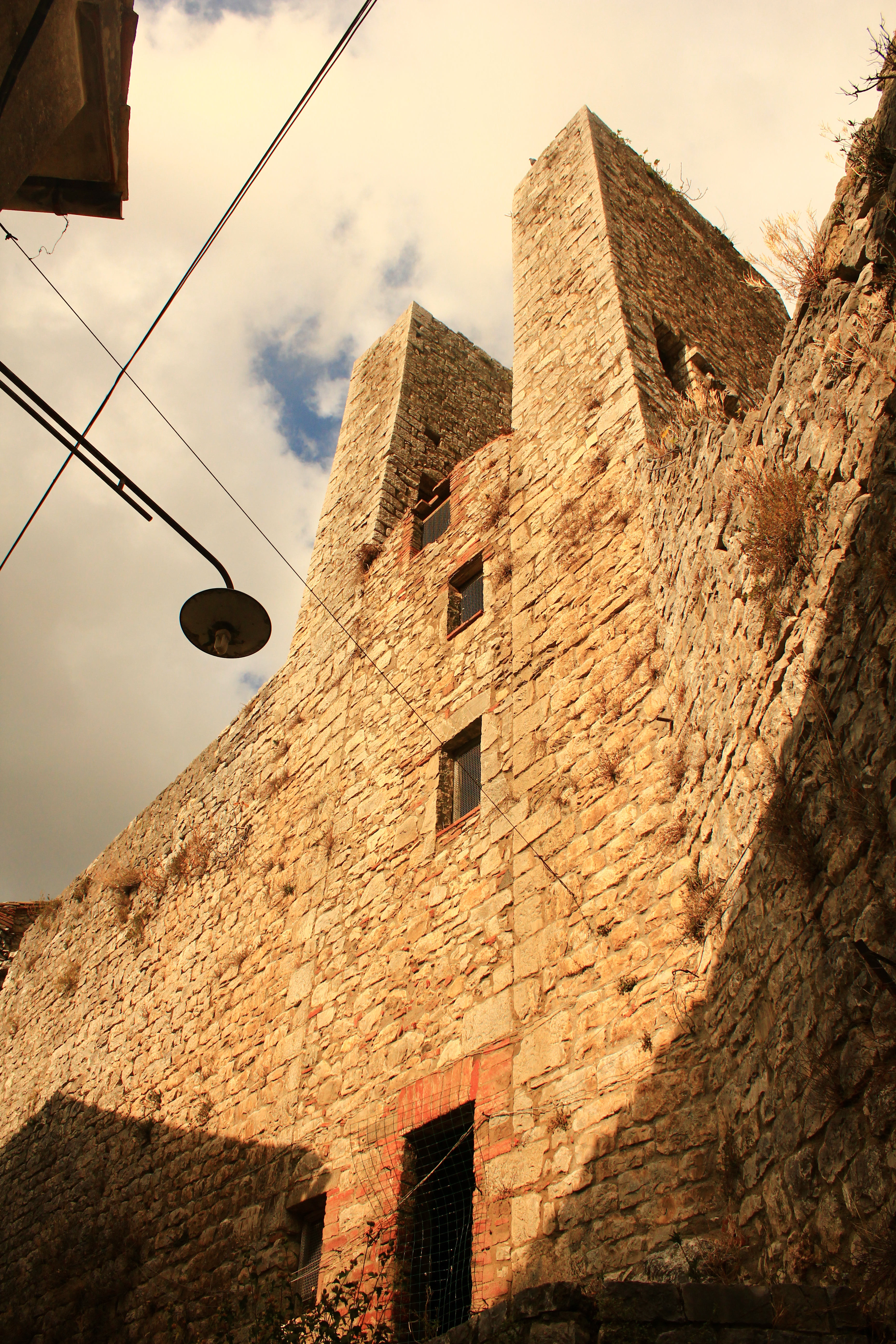
Due delle torri senesi lungo le mura

Delle antiche porte rimane oggi solamente la porta di Maremma, rivolta a sud, e che dà all'esterno sulla piazzetta della chiesa della Madonna del Soccorso. La porta a nord, porta di Montagna, oggi non esiste più, ed è la continuazione di via Garibaldi che si apre sulla piazza fuori dal perimetro, per la cui costruzione è stata demolita una piccola parte delle mura. Delle torri senesi ne rimangono tre, di cui una riabbassata e notevolmente rimaneggiata.